# Annenkrone
Annenkrone (russe : Анненские укрепления, finnois : Pyhän Annan kruunu) est une fortification sur l’île de Linnasaari a  Vyborg en Russie.  

## Histoire
La construction débute en 1720 sur décision de  Pierre le Grand, après le Siège de Vyborg (en) et la prise de la ville durant la grande guerre du Nord. 
La fortification est terminee par Anne de Russie en 1741.
Le projet est dirige par l´ingénieur militaire Burckhardt Christoph von Münnich.

## Architecture
Annenkrone est composé de quatre bastions et de trois ravelins a l'ouest et d'une douve côté nord. 
La fortification n'a jamais été utilisée durant une guerre.
Après la guerre de Finlande de 1808–1809, Annenkrone perd son importance quand le grand-duché de Finlande devient une partie de l'Empire Russe  et quand la frontière entre la Russie et la Suède est déplacée de plusieurs centaines de kilomètres vers l'ouest.
Les derniers bâtiments sont construits au milieu du XIXe siècle.

## Galerie

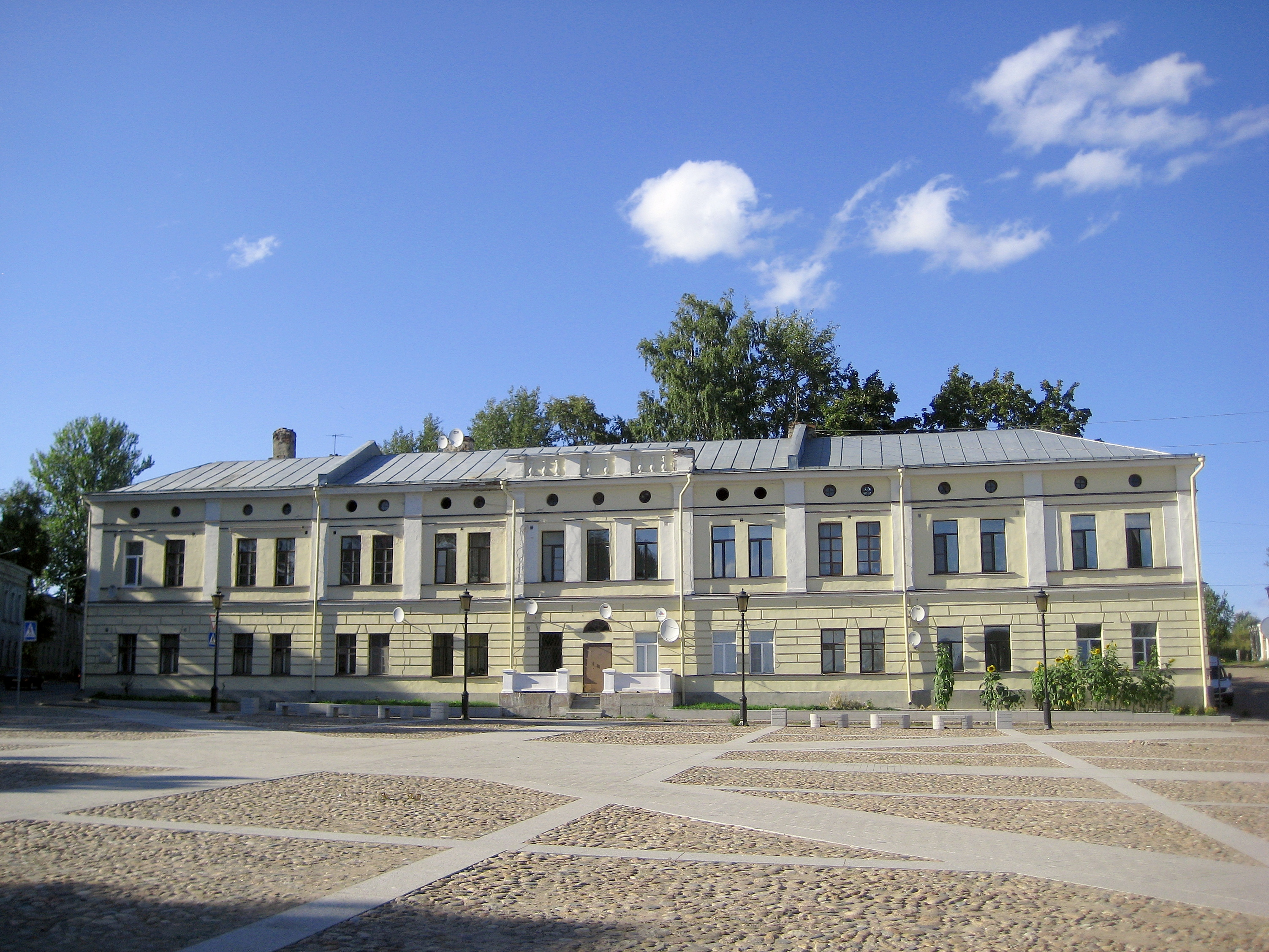
La maison Mendt (1847) sur la place Petrovskaya.
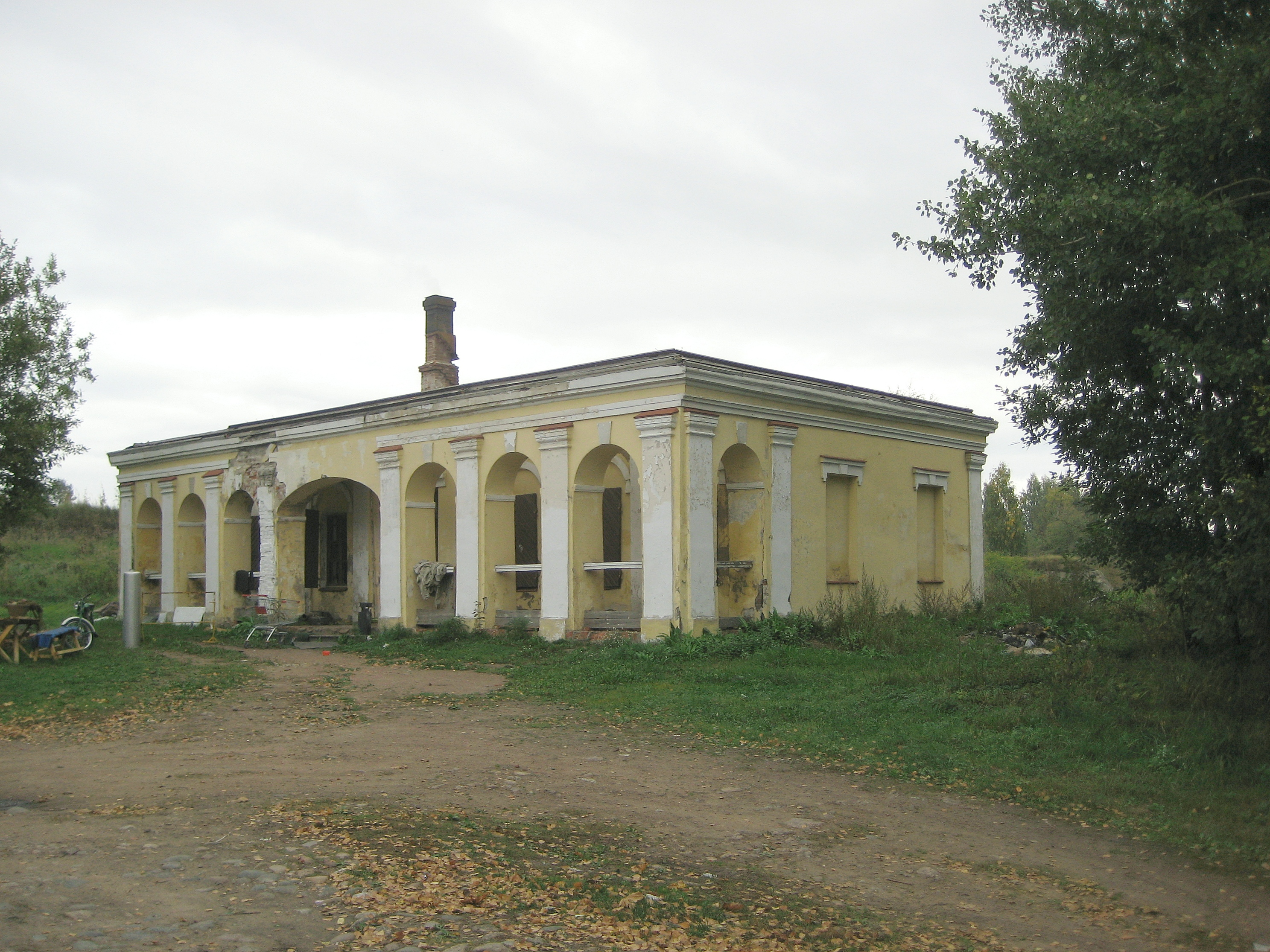
Maison des gardes (1776)
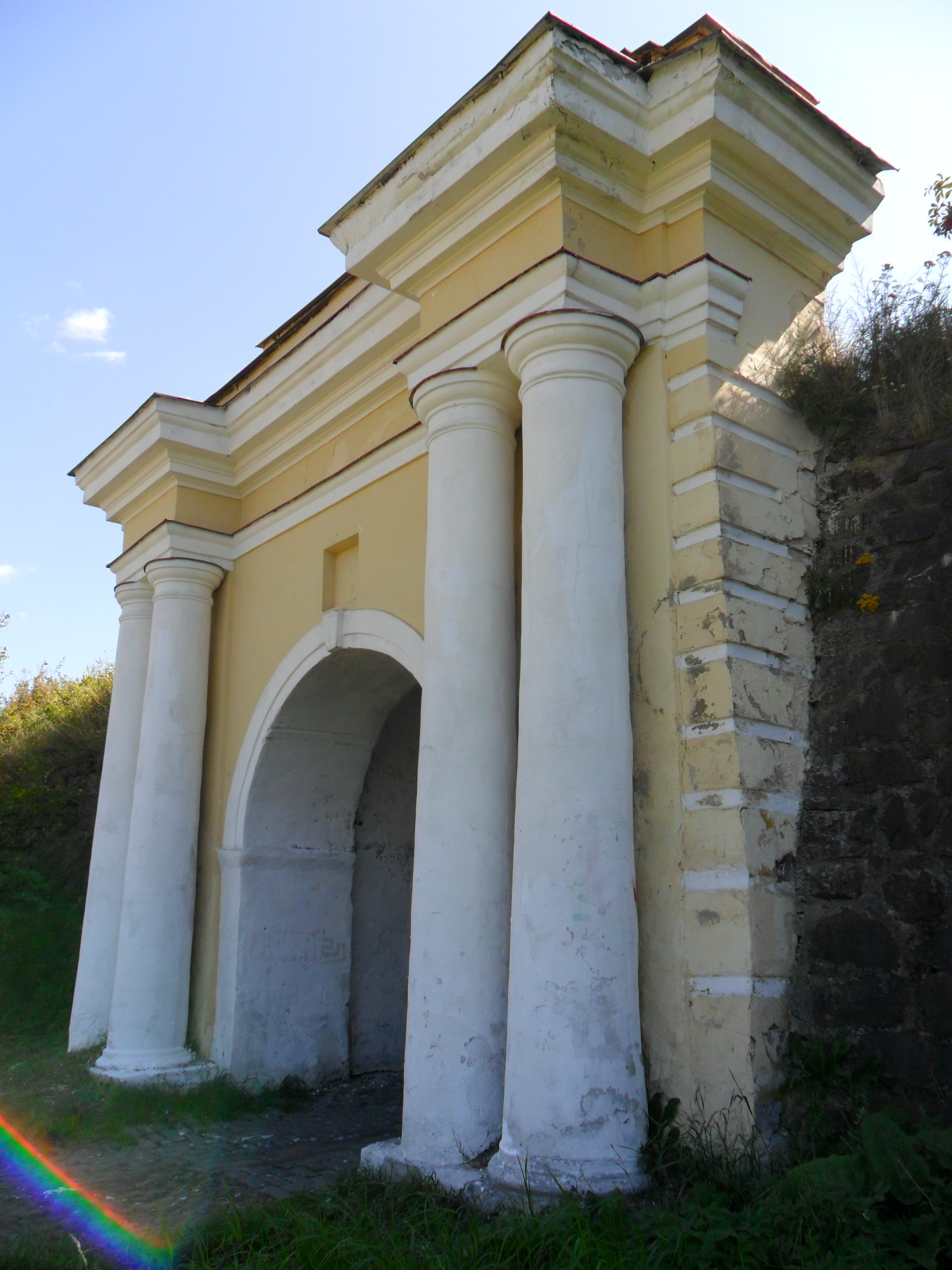
Porte de Fredrikshamn.
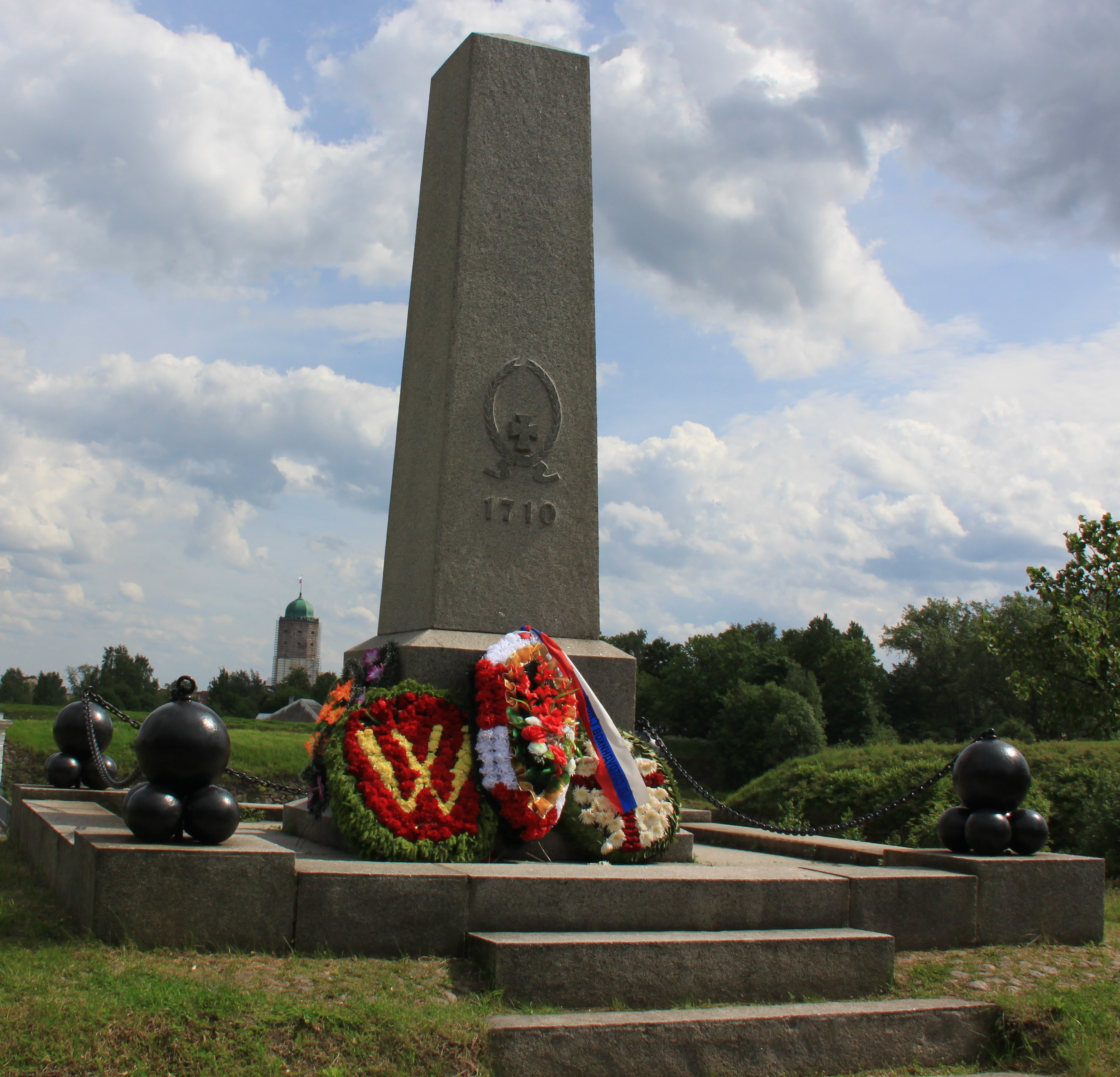
Mémorial du Siège de Vyborg.
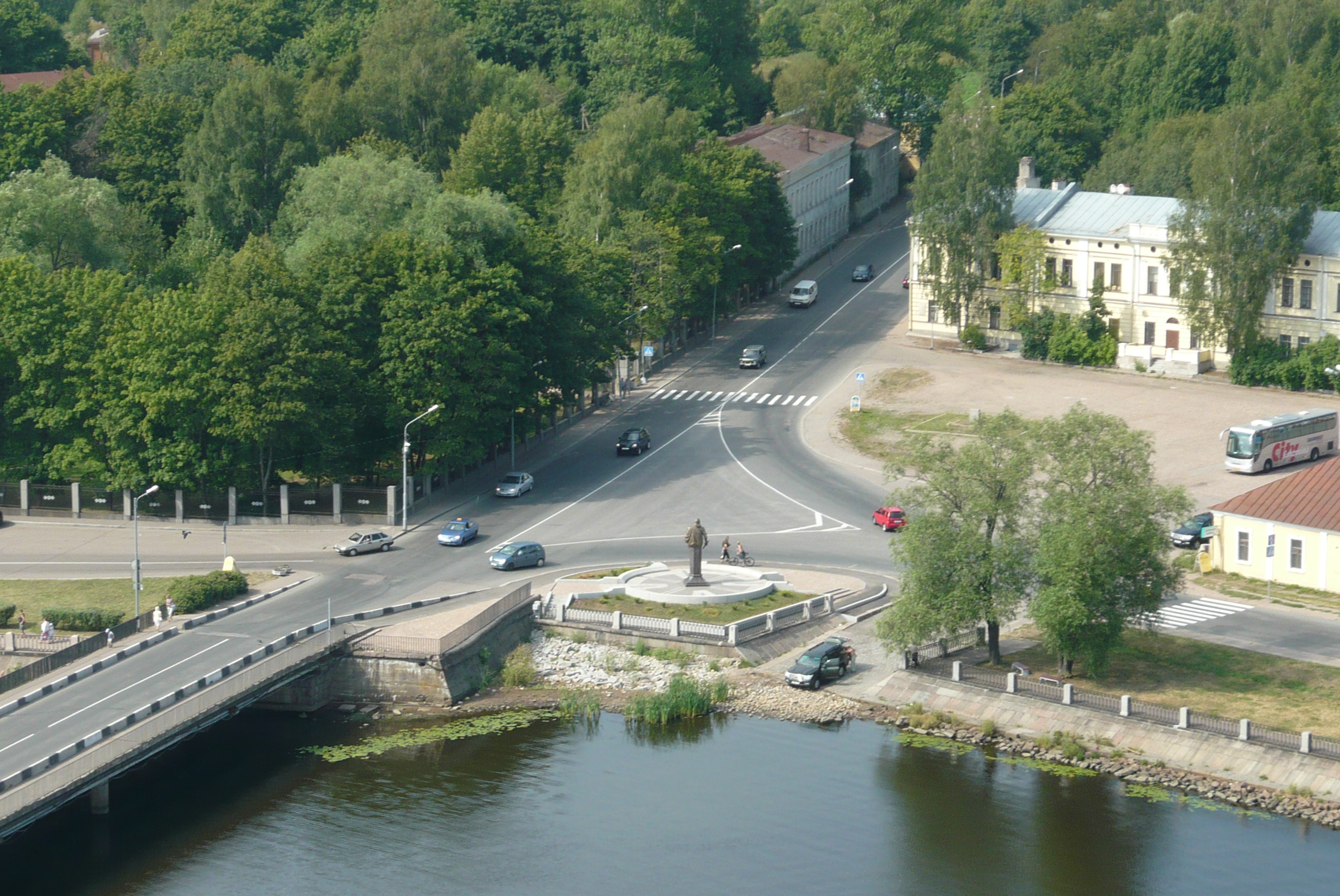
La place Petrovskaya et la statue de l'amiral Fyodor Apraksin.

## Sources
- Histoires de la forteresse du Moyen Âge au début du XIXe siècle.